# Mère Nature
Pour l'épisode de série télévisée, voir Saison 8 d'Esprits criminels#Épisode 5 : Mère nature.
Mère Nature, aussi appelée dame Nature ou simplement la Nature, est une des allégories de la nature ; c'est une représentation anthropomorphique de la nature qui se fixe sur le don de la vie et les caractéristiques nourricières de la Nature en les incarnant sous la forme de la mère.
Les images de femmes représentant notre Terre, et mère Nature, sont présentes dans un large nombre de cultures, depuis longtemps. Dans les temps préhistoriques, les déesses et autres fétiches de fertilité — tant au sens de fécondité que d'abondance agricole — sont légion (Vénus de Willendorf et autres Vénus paléolithiques).
La légende des Algonquins enseigne qu'« en dessous des nuages habite la Terre-Mère de qui est dérivée l'Eau de Vie, et qui à son sein nourrit les plantes, les animaux et les hommes ».
Depuis 2018, une opération de prévention santé nommée « Mère Nature Speaking ! » est développée dans une quinzaine de maternités en France pour sensibiliser les femmes aux liens entre perturbateurs endocriniens et santé.

## Dans les civilisations andines

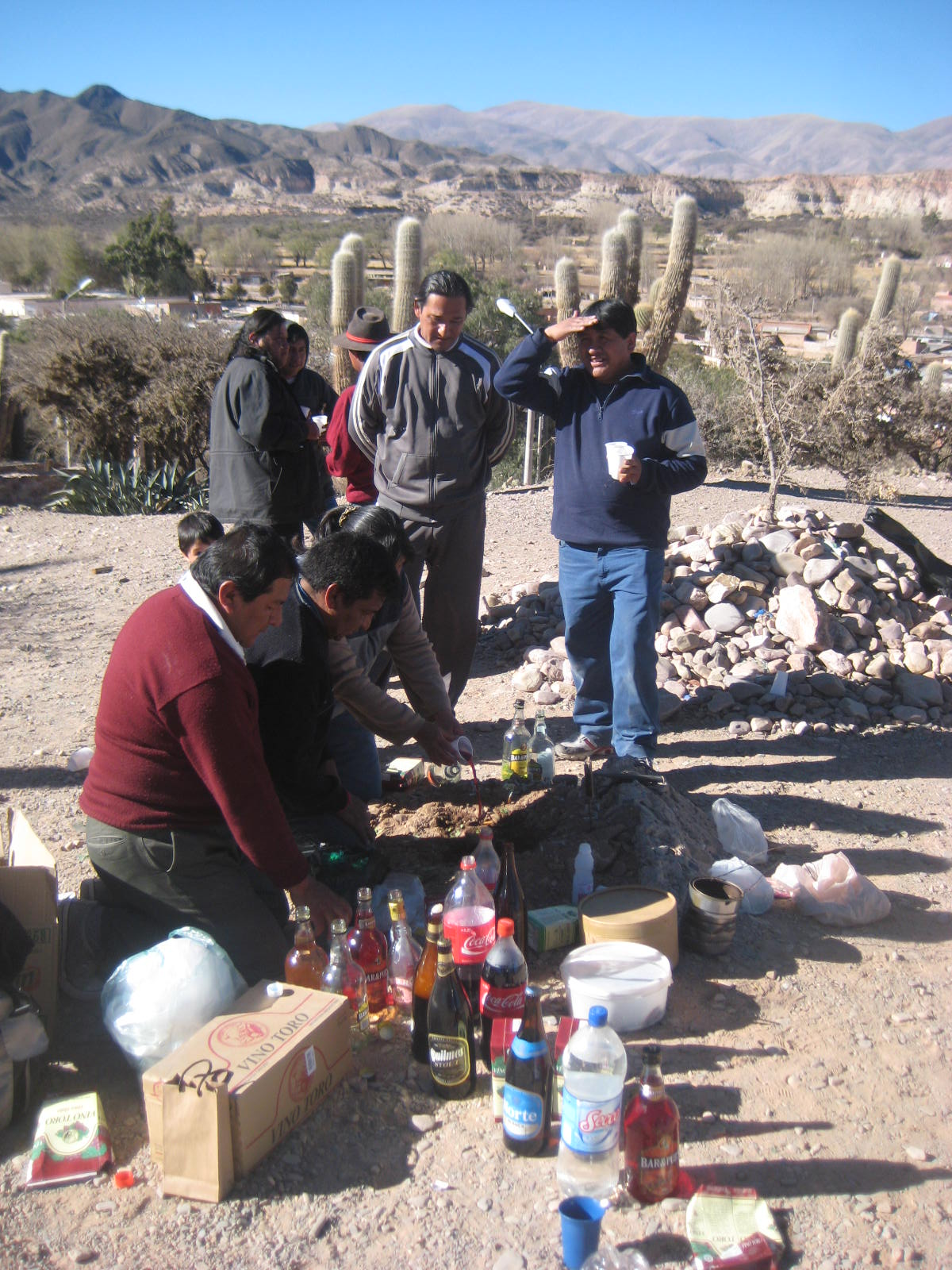
Rituel de Pachamama de Humahuaca, Argentine

La Pachamama (Terre-Mère) est la déesse-terre dans la religion des Amérindiens d'Amérique du Sud. Elle constitue une déesse majeure de la culture Tiwanaku en Bolivie. Les Incas ont réalisé en son honneur des sacrifices de vigognes. Avec l'arrivée des Espagnols, l'imposition du Christianisme et l'influence du métissage, la Pachamama a commencé à régresser et à être remplacée par l'image de la Vierge Marie. Actuellement la tradition de l'offrande se maintient et se pratique toujours principalement dans les communautés quechuas et aymaras, à travers une offrande appelée Challa ou Pago. La Terre-Mère est considérée comme un être vivant. Elle est à la base de tout : êtres vivants, végétaux, minéraux, textile, technologie, etc. Il convient donc de lui faire des cadeaux pour s'attirer ses bonnes grâces.

## Dans la mythologie grecque

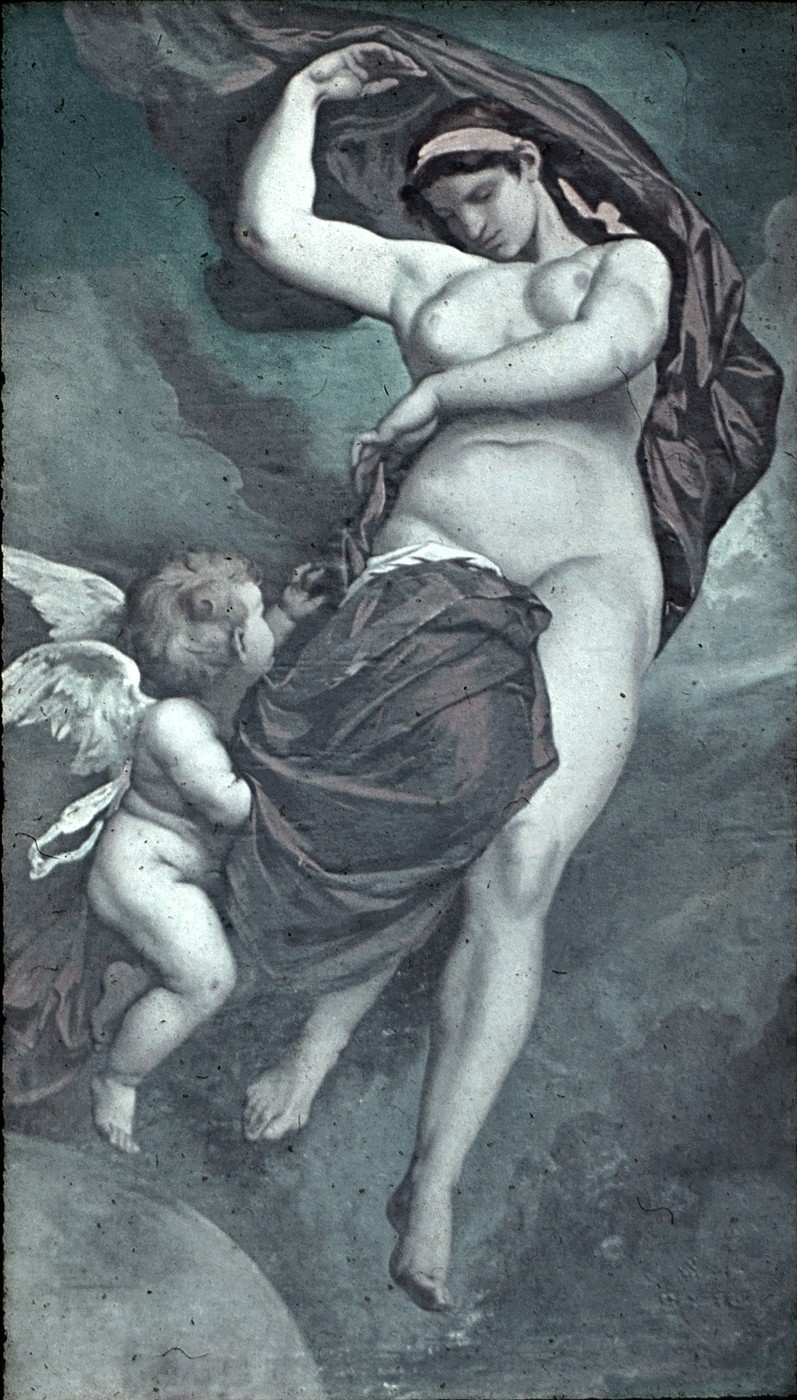
Anselm Feuerbach: Gaea (1875). Peinture au plafond, Académie des arts fins Vienne

Dans la mythologie grecque, mère Nature est présente sous deux formes : Gaïa et Déméter.
Tout d’abord, Gaïa ou Gê est la mère de toute chose, littéralement celle « qui donne la vie ». Apparue, selon Hésiode, après le Chaos et Éros (l’amour), elle enfanta seule Ouranos (le ciel étoilé). Elle le fit à sa grandeur pour qu’il puisse la recouvrir et accueillir les dieux. Puis elle engendra les montagnes, les rivières et la mer. En s’unissant à Ouranos, elle mit au monde l’océan, les cyclopes, les titans et plusieurs autres créatures. Elle était la déesse primordiale pour les grecs. Contrairement au douze dieux de l’Olympe elle n’était pas personnifiée en être humain mais était simplement le sol solide possédant une vague personnalité. Plus tard, elle sera représentée sous les traits d’une femme gigantesque. Gaïa reste la mère par excellence et appelée, de nos jours, mère Nature.
Ensuite, nous pouvons citer Déméter comme seconde représentation de mère Nature dans la mythologie grecque. Déjà son prénom proviendrait d’une altération du mot grec « Terre-Mère ». En effet, petite-fille de Gaïa, elle est la déesse de l’agriculture et de la moisson. Déméter étant personnifiée et donc plus humaine, ce fut plus facile pour les grecs de s’y identifier. Lorsque Hadès enleva Perséphone, la fille de Déméter, cette dernière empêcha la terre de pousser. Elle s’engagea à laisser les humains mourir de faim si on ne lui rendait pas son enfant. Comme elle se tenait à sa résolution, Zeus dut intervenir et demanda au dieu des Enfers de libérer la jeune fille. Cependant, comme Perséphone avait avalé sept grains de grenade, elle devait demeurer dans le royaume souterrain comme le stipulent les lois des Enfers. Zeus, dans l’obligation de trouver un compromis, proposa que l’enfant passe six mois aux Enfers avec Hadès et six mois sur Terre aux côtés de Déméter. Ainsi naquit les saisons : l’été revenait sur terre en même temps que Perséphone.

## Dans la mythologie africaine
Il n’y a cependant pas que dans la mythologie grecque que mère Nature et la nature sont représentées par des Déesses. La mythologie africaine est très riche et regorge de mythes très intéressants.
En effet, nous retrouvons Ala qui est la déesse de la fertilité et de la Terre pour les Igbo, il s’agit des habitants du Sud-Est du Nigéria. Elle est la fille du Dieu créateur Chuku. Elle est considérée comme étant la mère des Igbo parce qu’on dit que la Terre était portée dans son sein et elle entretient une relation très proche avec les Hommes qu’elle protègent. De plus, c’est elle qui permet aux femmes d’être enceintes et d’enfanter dans de bonnes conditions. Elle veille ensuite de près sur eux.
Il y a également Asase Yaa qui est la déesse de la Terre pour les Akans, c’est une population vivant majoritairement au Ghana. En effet, Asase Yaa est considérée comme étant l’esprit de la Terre, fertile, qui permet sa culture mais également comme mère puisque les hommes ont besoin d’elle afin de se nourrir, de mettre en terre ceux qui sont décédés etc. Un jour par semaine est un jour en son honneur et durant lequel la terre ne sera manipulée ni par la culture, ni pour procéder à des enterrements.
Enfin, Mbaba Mwana Waresa est le déesse de la fertilité, des arcs-en-ciel, de la pluie, de l’agriculture et de la bière pour le peuple des Zoulous qui se trouve en majorité en Afrique du Sud. Elle est la fille d'UMvelinqangi, le Dieu du ciel. Elle peut être considérée comme la mère parce que c’est elle qui a appris aux Hommes à travailler la terre et à récolter les cultures convenablement. De plus, elle leur a enseigné l’art de préparer la bière. Enfin, en habitant dans le ciel, celle-ci permet d’apporter la pluie afin de prendre soin de la Terre.
Alors, ces trois Déesses, venant de différentes croyances, représentent parfaitement l’image de mère Nature, celle qui prend soin de la Terre, qui chérit ceux qui l’habitent mais également ceux qui la quittent en rejoignant la mort. Mère Nature apparaît alors comme étant un symbole universel.

## Dans la littérature russophone
La figure de la mère Nature demeure extrêmement traditionnelle dans la littérature russophone. De nombreux auteurs, notamment ceux du XIXe siècle, liaient leur représentation de l’harmonie, de la liberté et de l’organisation de la vie quotidienne avec elle. Cette vie paisible est toujours liée à la représentation du village, de la forêt, des lacs. La nature dans l'œuvre des écrivains et poètes russes occupe l'un des principaux lieux des œuvres, où les sentiments et les humeurs résonnent avec les particularités de la vie populaire, véhiculant des images de la nature avec le caractère et les caractéristiques de l'âme russe.
La mère Nature est souvent représentée de manières suivantes : elle est féconde, ce qui permet de cultiver les fruits et les légumes. Elle a une image clémente. Elle ne brave pas les lois, elle ne châtie pas ceux qui profitent d’elle mais qui l’en remercient.
Ainsi, dans son poème Village, Pouchkine décrit la nature comme le joyau de la tranquillité où son âme est paisible. Pour lui, la nature a une place très importante dès les premières œuvres. Pour Mikhaïl Lermontov, il existe une nette séparation entre la nature et le village. Lorsqu’il parle de la nature, c’est de la Russie entière dont il s’agit. Bien que tous les poètes aient leur propre perception de la nature, ils restent néanmoins d’accord sur un point : elle influence énormément la vie d’un être humain.
La mère Nature est par ailleurs un pilier inébranlable de la scène de descriptions de faits. Elle permet aux lecteurs de mieux s’imaginer l’image livrée par l’auteur. Grâce à elle, le lecteur ressent l'ambiance et la dynamique du développement de la scène. Cela aide à développer, à affirmer les personnages des héros représentés et à façonner leur vision du monde.
Le XXe siècle a apporté de nombreux problèmes à l’humanité et parmi eux celui de l’écologie. Naturellement, la littérature ne peut pas contourner ce problème. Le thème écologique le plus aigu est dans la prose fantastique car le genre de la science-fiction a de riches opportunités pour montrer où l'humanité peut venir. Dans la littérature soviétique, le thème de l'attitude envers la nature a toujours été l'un des principaux. En particulier, Tchinguiz Aïtmatov parle vivement de ce thème. Dans ce récit, l’écrivain conte l’histoire d’une biche qui élève deux enfants abandonnés dont les enfants, plusieurs années plus tard, commencèrent à chasser ces meutes de cerfs. Cette mère qui a sauvé les enfants, quitte la forêt pour s’installer ailleurs définitivement. L’allégorie est très poétique : la biche est une nature, la mère de tout être vivant sur la planète ; les gens, ce sont ses enfants, mais qui ne se comportent pas de la même manière avec elle. Les personnages de ce récit sont partagés entre deux camps : ceux qui aiment la nature, la comprennent et croient à l'ancienne légende, et ceux qui y sont indifférents. D’après la légende, la mère Nature omnipuissante stérilise en quelque sorte la terre de ceux qui ne la respectent pas. Le récit de Tchinguiz Aïtmatov finit de manière tragique : la biche représentant la nature meurt. Ainsi, tous ceux qui essayaient de la protéger meurent avec elle, de manière physique ou spirituelle. La morale de cette histoire est la suivante : la vérité triomphera toujours avec le temps et la justice prévaudra d’une façon ou d’une autre. Un petit récit de Tchinguiz Aïtmatov, l’un des écrivains modernes les plus reconnus, apprend la mémoire des racines et celle des ancêtres, il milite par le biais de son écriture contre l’oubli de cette mémoire.

## Sa représentation physique
Mère Nature est également représentée à travers les arts dont le dessin, la peinture et les films. Mère Nature est considérée comme la mère de la Nature et de la Terre. Véritable nourricière de la planète, elle incarne la mère de la Terre et tout ce que celle-ci possède.
Dans sa représentation, mère Nature est d’abord illustrée par une figure féminine. Incarnant la fertilité et la maternité, mère Nature ne peut être représentée autrement qu’à travers la féminité.
En effet, on retrouve dans les majeures représentations artistiques incarnant mère Nature, la mise en évidence des attributs féminins. Les seins, les hanches larges, la longue chevelure et le ventre sont les parties du corps féminin largement mis en avant dans les représentations. Dame Nature est fréquemment symbolisée nue avec une poitrine totalement apparente ainsi que son ventre. Ces deux attributs relèvent des symboles de la fécondité et de la maternité. D’ailleurs, dans de nombreuses illustrations, mère Nature est enceinte et tient son ventre entre ses mains. Ces caractéristiques témoignent de l’abondance et de la fertilité de mère Nature représentative de la richesse des sols et de la Terre.
Son corps apparaît également immense. Souvent plus grands que les arbres et les montagnes, cette volonté de représenter dame Nature plus vaste que tout relève de sa grandeur et de sa supériorité à l’Homme puisqu’elle est la créatrice de toute vie sur Terre.
Fait de racine, son corps émane souvent de terre et prend la forme d’un tronc d’arbre. Ses cheveux sont faits de feuilles et de fleurs. Ces caractéristiques présentent les allégories parfaites de la Nature en les incarnant sous forme humaine.